# K'gari (Đảo Fraser)
Đảo K'gari trước đây là đảo Fraser và thời gian ngắn là Great Sandy và Thoorgine là một hòn đảo nằm ngoài khơi bờ biển phía đông, dọc theo bờ biển vùng Wide Bay–Burnett thuộc tiểu bang Queenland, Úc. Nằm cách 250 kilômét (160 mi) về phía bắc thành phố thủ phủ bang Brisbane, hòn đảo nằm trong các vùng đất truyền thống của người Butchulla và là một địa phương của khu vực chính quyền Vùng Bờ biển Fraser. Tên K'gari bao gồm các vùng nước xung quanh và các phần của đất liền gần đó.
Cùng với một số đảo vệ tinh ngoài khơi bờ biển phía tây nam eo biển Great Sandy, K'gari tạo thành Fraser, được chia thành sáu giáo xứ. Trong số các đảo có Slain, Tooth, Roundbush, Moonboom, Gardner, Dream, Stewart và quần đảo Reef đều thuộc giáo xứ Talboor ở cực nam.
Hòn đảo có chiều dài khoảng 123 km, rộng 24 km khiến nó là đảo cát lớn nhất thế giới với diện tích 1840 km ². Nó cũng là hòn đảo lớn nhất của tiểu bang Queensland, hòn đảo lớn thứ sáu của Úc và là đảo lớn nhất trên bờ biển phía Đông Úc. Năm 1992, hòn đảo đã trở thành một di sản thế giới của UNESCO.
Hòn đảo này có những cánh rừng nhiệt đới, rừng bạch đàn, rừng ngập mặn, đầm lầy than bùn, cồn cát và đất ven biển. Hòn đảo được tạo thành từ cát đã được tích lũy trong khoảng 750.000 năm trên nền một núi lửa, cung cấp một lưu vực tự nhiên cho các trầm tích tích tụ tại một khu vực xa bờ, và hiện vẫn đang phát triển mạnh mẽ dọc theo bờ biển phía bắc hòn đảo. Không giống như nhiều cồn cát, thực vật tại đảo cát này rất phong phú do có sự hiện diện của rễ nấm trong cát, nó tạo ra các chất dinh dưỡng và được nhiều loại thực vật tại đây sử dụng. Đảo Fraser là nhà của một số lượng nhỏ các loài động vật có vú, đa dạng các loài chim, bò sát và lưỡng cư, bao gồm cả cá sấu nước mặn. Hòn đảo này là một phần của Vùng Bờ biển Fraser và được bảo vệ trong Vườn quốc gia Great Sandy.
Đảo K'gari đã từng là nơi sinh sống của con người cách đây 5.000 năm. Thuyền trưởng James Cook đã phát hiện ra hòn đảo vào tháng 5 năm 1770. Tiếp sau đó, Matthew Flinders đã hạ cánh xuống gần điểm phía bắc của hòn đảo vào năm 1802. Trong khoảng thời gian ngắn, hòn đảo được biết đến như là đảo Great Sandy. Hòn đảo này được gọi là Fraser do những câu chuyện về một người sống sót trong vụ đắm tàu tên là Eliza Fraser. Ngày nay, nó là một điểm du lịch phổ biến được nhiều người ghé thăm. Theo điều tra dân số, dân cư trên đảo là 182 người vào năm 2016.
Vào năm 2009 như một phần của lễ kỷ niệm Q150, đảo K'Gari đã được công bố là một trong những Biểu tượng Q150 của Queensland với vai trò là "Điểm thu hút tự nhiên". Năm 2020, các đám cháy rừng đã thiêu rụi hơn một nửa diện tích đất rừng trên đảo. Vào ngày 20 tháng 9 năm 2021, tên của hòn đảo chính thức được đổi từ Fraser thành tên truyền thống của thổ dân là K'gari.

## Lịch sử
Hòn đảo là một phần của vùng đất truyền thống của người Butchulla (Badjala) trước khi người châu Âu đến định cư.
Thuyền trưởng James Fraser và vợ Eliza Fraser bị đắm tàu trên đảo vào năm 1836. Con tàu Stirling Castle 1829 của họ khởi hành từ Sydney đến Singapore với 18 thủy thủ đoàn và hành khách. Nó đã bị mắc cạn khi đi qua Rạn san hô Great Barrier ở phía bắc hòn đảo. Chuyển sang hai thuyền cứu hộ, thủy thủ đoàn bắt đầu di chuyển hướng về phía nam, cố gắng đến khu định cư tại Moreton, ngày nay là Brisbane. Trong chuyến đi này, người vợ đang mang thai của thuyền trưởng Fraser đã sinh con trong chiếc thuyền cứu sinh bị rò rỉ. Đứa trẻ chết ngay sau khi sinh ra. Chiếc thuyền cứu sinh của thuyền trưởng ngày càng không thể chống chịu được trước những cơn sóng gió và nhanh chóng bị chiếc thuyền cứu sinh còn lại vẫn đang tiếp tục di chuyển bỏ lại phía sau. Con thuyền cứu sinh sau đó chìm và những người trên đó trôi dạt vào nơi mà sau đó được gọi là Great Sandy (Đảo cát Lớn). Liệu những người sống sót đã chết vì bệnh tật, đói khát, kiệt sức hay trong những trận chiến với dân bản địa thì không được biết chắc chắn; rất có thể là bao gồm từ tất cả những điều trên. Thuyền trưởng Fraser qua đời trên đảo, bỏ lại Eliza sống giữa những người dân địa phương. Cô được giải cứu 6 tuần sau đó bởi một tù nhân bị kết án tên là John Graham, người đã sống trong bụi rậm như một kẻ trốn chạy và nói tiếng thổ dân. Anh ta được đưa đến từ khu định cư ở Moreton bởi các nhà chức trách, những người đã nghe về hoàn cảnh của Eliza, và thương lượng để đưa cô trở về. Trong vòng 6 tháng, Eliza đã kết hôn với một thuyền trưởng khác. Cô chuyển đến Anh và trở thành tâm điểm thu hút trong buổi thuyết trình ở Hyde Park khi kể những câu chuyện về những trải nghiệm của cô với sự nô dịch của thủy thủ đoàn, ăn thịt đồng loại, tra tấn và giết người. Vì cô ấy được biết là đã kể nhiều phiên bản của câu chuyện, nên không biết phiên bản nào (nếu có) là chính xác nhất. Cô ấy đã thiệt mạng trong một vụ tai nạn xe ngựa ở Melbourne năm 1858 trong một chuyến thăm. Những câu chuyện của Fraser sau đó dần mất tin cậy và những lời kể đầu tiên về những người sống sót khác trên con tàu có sự khác biệt rõ rệt. Tuy nhiên, do tính chất giật gân của những câu chuyện của Fraser, hòn đảo được gọi và biết đến nhiều là "Fraser" cho đến khi có tên chính thức là K'gari vào năm 2021.

## Địa lý và sinh thái
Đảo K'gari được chia tách với đất bởi eo biển Great Sandy. Mũi phía nam, gần vịnh Tin Can, nằm về phía bắc của bán đảo Inskip. Điểm cực bắc của hòn đảo là Mũi Sandy, nơi có ngọn hải đăng Sandy Cape hoạt động từ năm 1870-1994. Việc xây dựng ngọn hải đăng trở thành khu định cư châu Âu thường xuyên đầu tiên trên đảo. Các thị trấn lớn gần hòn đảo nhất là Hervey Bay, Maryborough và Bundaberg. Vịnh Marloo và Platypus lần lượt nằm tại bờ biển phía đông bắc và tây bắc của đảo. Moon Point là điểm xa nhất về phía tây của K'gari.
Eli Creek là một con lạch trên bờ biển phía đông của hòn đảo, và cũng là con lạch lớn nhất tại đây với lưu lượng 80 triệu lít nước đổ ra biển mỗi ngày. Eli Creek tạo ra khu vực tự nhiên độc đáo và đa dạng. Ngoài ra, bờ biển phía tây cũng có Coongul Creek. Một số đầm lầy trên đảo là bãi lầy, gần Moon Point. Nó chỉ được phát hiện vào năm 1996 khi một nhóm các chuyên gia đã tham dự một hội nghị Ramsar ở Brisbane và gọ đã tiến hành một cuộc khảo sát hòn đảo trên không. Đây là lần đầu đầu tiên một bãi lầy được tìm thấy ở Úc và trong một khu vực cận nhiệt đới, mặc dù sau đó đã được tìm thấy nhiều hơn trên bờ biển Cooloola lân cận.

### Các bãi cát và đỉnh núi

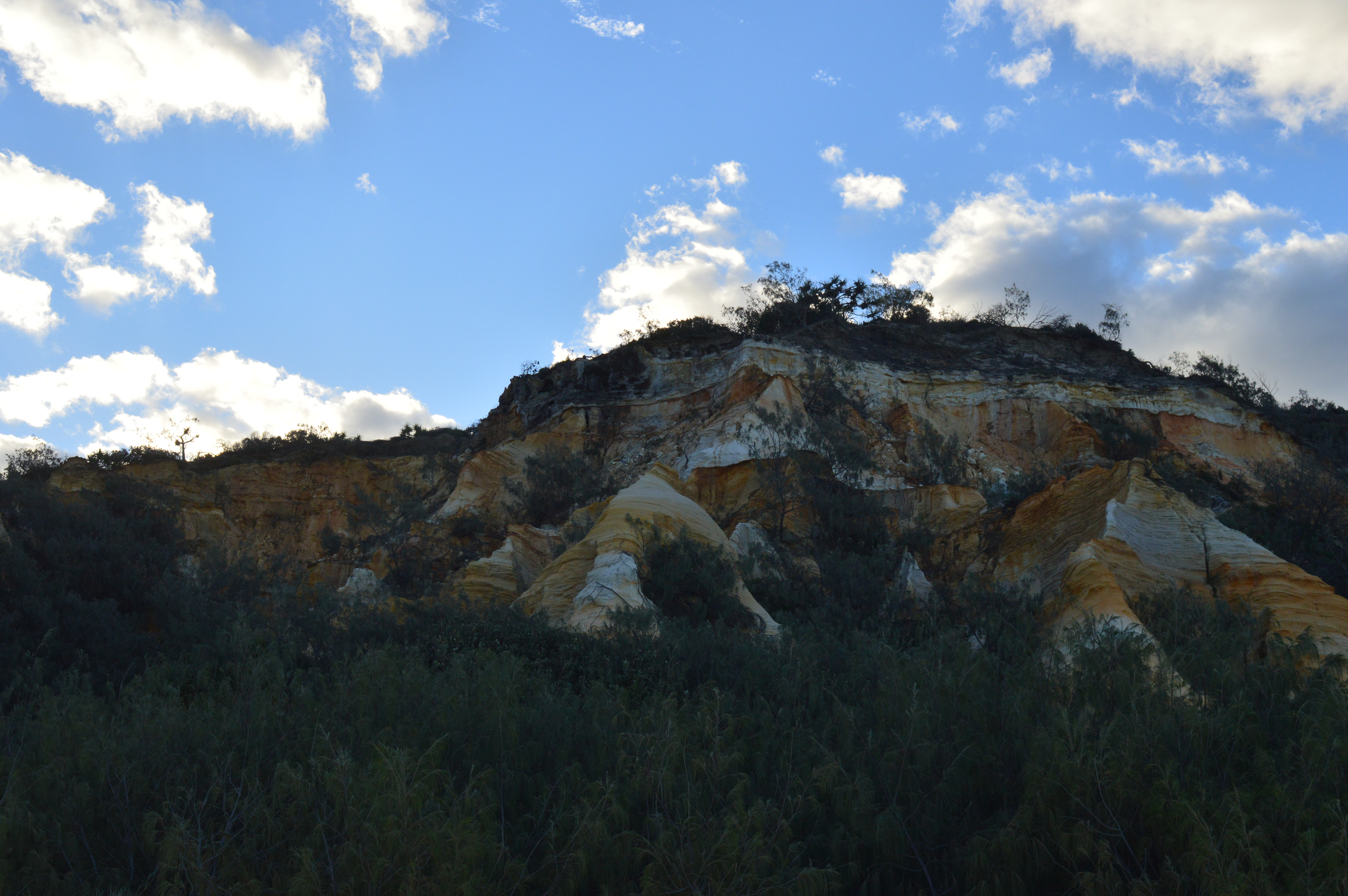
Đỉnh núi trên đảo K'gari.

Tổng khối lượng cát trên mực nước biển trên đảo K'gari trực tiếp cân bằng với 113 kilômét khối (27 dặm khối Anh). Tất cả cát bắt nguồn từ các lưu vực sông Hawkesbury, Hunter và Clarence ở New South Wales đã được "vận chuyển" về phía bắc bằng các dòng chảy dọc bờ biển. Dọc theo bờ biển phía đông của hòn đảo, quá trình này đang khiến lượng cát mất đi nhiều hơn so với bồi đắp dẫn đến sự xói mòn chậm của các bãi biển, có thể tăng tốc độ khi mực nước biển dâng do biến đổi khí hậu. Cát trên đảo có 98% là thạch anh.
Tất cả các ngọn đồi trên đảo đã được hình thành bằng sự thổi hơi cát. Nói cách khác, đó là quá trình mà các đụn cát khắp đảo có thể di chuyển bởi những cơn gió và không có thực vật. Năm 2004, ước tính có tổng cộng 36 đụn cát trên đảo. Các cơn gió đông nam quanh năm khiến các cồn cát trên đảo di chuyển với tốc độ 1-2 mét một năm và phát triển lên đến độ cao 244 mét. Điều này đôi khi tạo ra các cồn cát chồng chéo hay ngăn cách các con nước hoặc trong một khu rừng. Hệ thống cồn cát lâu đời nhất trên đảo đã có niên đại 700.000 năm, và đây là chuỗi được ghi lại lâu đời nhất trên thế giới.
Các đụn cát màu sắc được tìm thấy tại Rainbow Gorge (Hẻm núi Cầu vòng), Cathedrals, The Pinnacles và Red Canyon là những ví dụ về nơi mà cát đã bị nhuộm màu trong hàng ngàn năm do kết hợp với đất sét. Hematit là sắc tố khoáng giúp tạo màu màu như xi măng. Điều này cho phép các vách đá dốc hơn hình thành. Đá Cà phê được gọi như vậy là vì khi hòa tan trong nước nó biến thành màu của cà phê, được tìm thấy trong các thác nước dọc theo các bãi biển ở hai bên đảo.
Bãi biển dài 120 kilômét (75 mi) dọc theo hầu hết bờ biển phía đông của đảo K'gari. Nó được sử dụng làm dải hạ cánh cho máy bay và được chỉ định là con đường chính của đảo (các phương tiện phải nhường đường cất hạ cánh cho máy bay trước). Dọc theo bãi biển là hồ bơi Champagne, Indian Head, xác tàu đắm Maheno và dòng chảy của con lạch Eli. Đá núi lửa được tìm thấy tại Indian Head, Waddy Point và Bãi đá Trung cũng như gần lạch Boon Boon.

### Hồ
Đảo K'gari có hơn 100 hồ nước ngọt, là nơi tập trung nhiều hồ thứ hai ở Úc sau Tasmania. Các hồ nước ngọt trên đảo Fraser là một trong những hồ sạch nhất trên thế giới. Một khu du lịch nổi tiếng là hồ McKenzie nằm trong thị trấn nhỏ của Eurong. Đó là một hồ nước nằm trên đỉnh cát chắc nịch và có ý nghĩa với các loại rau ở độ cao 100 mét (330 ft) so với mực nước biển. Hồ McKenzie có diện tích 100 hecta và chỉ sâu hơn 5 mét (16 ft). Cát bờ hồ McKenzie gần như là silic dioxide tinh khiết. Các hồ trên đảo Fraser có rất ít chất dinh dưỡng và độ pH khác nhau mặc dù kem chống nắng và xà phòng là một vấn đề dạng ô nhiễm. Nước ngọt trên đảo có thể có màu bởi các axit hữu cơ có trong thảm thực vật mục nát. Do các axit hữu cơ, độ pH thấp tới 3,7 đã được đo ở một số hồ nằm trên đảo. Tính axit ngăn cản nhiều loài động vật tìm môi trường sống trong hồ.
Một hồ nước khác trên đảo là Boomanjin có kích thước 200 ha, là hồ nước lớn nhất trên các đảo đại dương trên thế giới. Tổng cộng có 40 hồ nước trên đảo, chiếm một nửa số hồ trên đảo đại dương được biết đến của Trái đất. Hồ Boomanjin được nuôi dưỡng nguồn nước bởi hai con lạch chảy qua đầm lầy, nơi nó hấp thụ tannin làm nước nhuốm màu đỏ. Hồ Wabby là hồ sâu nhất trên đảo với 12 mét (39 ft) và cũng ít có tính axit nhất, có nghĩa là nó là nơi có đời sống thủy sinh mạnh mẽ nhất trong tất cả các hồ.
Một số hồ trên đảo K'gari là hồ nông cạn. Những hồ này xuất hiện khi mực nước tăng lên một điểm cao hơn so với vùng đất xung quanh. Hầu hết các thung lũng trên đảo đều có những con lạch được nuôi dưỡng bởi các dòng suối. Thuyền máy và ván trượt phản lực bị cấm sử dụng trong các hồ trên đảo.

## Khí hậu
Hòn đảo có khí hậu ôn hòa và không chịu sự chi phối của nhiệt độ khắc nghiệt do ảnh hưởng vừa phải của đại dương. Nhiệt độ hiếm khi tăng trên 35 °C (95 °F) hoặc giảm xuống dưới 5 °C (41 °F) và độ ẩm vẫn luôn cao. Lượng mưa lớn nhất trong suốt mùa hè và đầu thu, trung bình hàng năm là 1.271 mm (50,04 in). Lốc xoáy có thể là một mối đe dọa. Xoáy thuận Hamish đạt cấp 5 đã càn quét qua đảo vào tháng 3 năm 2009, trong khi bão Oswald đổ bộ vào tháng 1 năm 2013 ở cấp 1. Tuy nhiên, cả hai cơn bão đều gây ra xói mòn nghiêm trọng trên bãi biển, đặc biệt là ở phía bắc đảo. Nhiệt độ trung bình hàng năm của biển dao động từ 21 °C (70 °F) từ tháng 7 cho đến tháng 9 và 26 °C (79 °F) từ tháng 1 đến tháng 3.
| Dữ liệu khí hậu của Đảo K'gari (Hải đăng Mũi Sandy) | Dữ liệu khí hậu của Đảo K'gari (Hải đăng Mũi Sandy) | Dữ liệu khí hậu của Đảo K'gari (Hải đăng Mũi Sandy) | Dữ liệu khí hậu của Đảo K'gari (Hải đăng Mũi Sandy) | Dữ liệu khí hậu của Đảo K'gari (Hải đăng Mũi Sandy) | Dữ liệu khí hậu của Đảo K'gari (Hải đăng Mũi Sandy) | Dữ liệu khí hậu của Đảo K'gari (Hải đăng Mũi Sandy) | Dữ liệu khí hậu của Đảo K'gari (Hải đăng Mũi Sandy) | Dữ liệu khí hậu của Đảo K'gari (Hải đăng Mũi Sandy) | Dữ liệu khí hậu của Đảo K'gari (Hải đăng Mũi Sandy) | Dữ liệu khí hậu của Đảo K'gari (Hải đăng Mũi Sandy) | Dữ liệu khí hậu của Đảo K'gari (Hải đăng Mũi Sandy) | Dữ liệu khí hậu của Đảo K'gari (Hải đăng Mũi Sandy) | Dữ liệu khí hậu của Đảo K'gari (Hải đăng Mũi Sandy) |
| Tháng                                               | 1                                                   | 2                                                   | 3                                                   | 4                                                   | 5                                                   | 6                                                   | 7                                                   | 8                                                   | 9                                                   | 10                                                  | 11                                                  | 12                                                  | Năm                                                 |
| --------------------------------------------------- | --------------------------------------------------- | --------------------------------------------------- | --------------------------------------------------- | --------------------------------------------------- | --------------------------------------------------- | --------------------------------------------------- | --------------------------------------------------- | --------------------------------------------------- | --------------------------------------------------- | --------------------------------------------------- | --------------------------------------------------- | --------------------------------------------------- | --------------------------------------------------- |
| Cao kỉ lục °C (°F)                                  | 34.2 (93.6)                                         | 34.3 (93.7)                                         | 34.7 (94.5)                                         | 31.4 (88.5)                                         | 28.7 (83.7)                                         | 27.8 (82.0)                                         | 26.5 (79.7)                                         | 27.2 (81.0)                                         | 29.3 (84.7)                                         | 31.8 (89.2)                                         | 33.8 (92.8)                                         | 34.7 (94.5)                                         | 34.7 (94.5)                                         |
| Trung bình ngày tối đa °C (°F)                      | 29.4 (84.9)                                         | 29.3 (84.7)                                         | 28.5 (83.3)                                         | 26.8 (80.2)                                         | 24.1 (75.4)                                         | 21.7 (71.1)                                         | 21.1 (70.0)                                         | 22.3 (72.1)                                         | 24.3 (75.7)                                         | 26.1 (79.0)                                         | 27.7 (81.9)                                         | 28.9 (84.0)                                         | 25.8 (78.4)                                         |
| Tối thiểu trung bình ngày °C (°F)                   | 22.3 (72.1)                                         | 22.4 (72.3)                                         | 21.7 (71.1)                                         | 19.9 (67.8)                                         | 17.4 (63.3)                                         | 15.2 (59.4)                                         | 14.3 (57.7)                                         | 15.0 (59.0)                                         | 16.9 (62.4)                                         | 18.7 (65.7)                                         | 20.3 (68.5)                                         | 21.6 (70.9)                                         | 18.8 (65.8)                                         |
| Thấp kỉ lục °C (°F)                                 | 16.7 (62.1)                                         | 16.1 (61.0)                                         | 14.6 (58.3)                                         | 13.3 (55.9)                                         | 9.6 (49.3)                                          | 6.7 (44.1)                                          | 5.2 (41.4)                                          | 5.6 (42.1)                                          | 9.4 (48.9)                                          | 11.2 (52.2)                                         | 13.9 (57.0)                                         | 16.0 (60.8)                                         | 5.2 (41.4)                                          |
| Lượng mưa trung bình mm (inches)                    | 162.9 (6.41)                                        | 169.0 (6.65)                                        | 156.9 (6.18)                                        | 121.0 (4.76)                                        | 118.2 (4.65)                                        | 109.2 (4.30)                                        | 89.8 (3.54)                                         | 63.0 (2.48)                                         | 51.0 (2.01)                                         | 59.7 (2.35)                                         | 71.1 (2.80)                                         | 99.3 (3.91)                                         | 1.271,1 (50.04)                                     |
| Số ngày mưa trung bình (≥ 0.2mm)                    | 13.5                                                | 14.3                                                | 16.4                                                | 15.3                                                | 15.2                                                | 12.3                                                | 11.5                                                | 9.6                                                 | 7.7                                                 | 8.1                                                 | 8.8                                                 | 10.3                                                | 143                                                 |
| Nguồn: Cục Khí tượng                                |                                                     |                                                     |                                                     |                                                     |                                                     |                                                     |                                                     |                                                     |                                                     |                                                     |                                                     |                                                     |                                                     |

## Động vật

### Động vật có vú
Ước tính số lượng các loài động vật có vú có mặt trong phạm vi đảo từ 25 đến 50 loài. Các loài đáng chú ý gồm Chuột túi Wallaby đầm lầy, Thú lông nhím, chuột gộc nâu phương Bắc, dơi quạ, Potoroo, sóc bay. Những con chuột túi Wallaby trú ẩn trong các đầm lầy rậm rạp giúp bảo vệ chúng trước những con chó Dingo. Có 19 loài dơi sống hoặc từng ghé qua đảo K'gari.
Có một số ít những con ngựa hoang Brumby trên đảo. Trước đây những con ngựa trốn thoát hoặc bị thất lạc trong giai đoạn những người định cư châu Âu đầu tiên, đó là những con ngựa lùn Timor, ngựa kéo xe và số lượng đáng kể ngựa Ả rập. Những con có mặt tại K'gari là hậu duệ của chúng và sự có mặt của chúng trong những năm 1879 mang lại lợi ích lớn cho ngành công nghiệp khai thác gỗ.
Chó Dingo đã từng phổ biến trên đảo, nhưng hiện đang giảm dần. Chó Dingo đảo K'gari được cho là một số trong những cá thể chó Dingo thuần chủng cuối cùng còn sót lại ở Đông Úc, và để ngăn chặn sự lai tạo, những con chó khác không được phép có mặt trên đảo. Theo các cuộc kiểm tra DNA từ năm 2004, những con chó Dingo ở đây là thuần chủng. Tuy nhiên, các phép đo hộp sọ từ những năm 1990 đã phát hiện ra sự lai tạo giữa chó dingo và chó nhà được người dân nuôi. Cho đến năm 1995, không có hồ sơ chính thức nào về việc chó Dingo tấn công con người trên đảo K'gari. Vào tháng 4 năm 2001, một cậu bé tên là Clinton Gage đã đi lang thang ra ngoài, đã bị tấn công và giết bởi một vài con chó Dingo. Bởi sự cố này mà có hơn 120 cá thể chó Dingo đã bị kiểm lâm giết hại, mặc dù người dân địa phương tin rằng con số này lớn hơn nhiều. Sau sự cố này, bốn kiểm lâm đã được phân bổ chuyên trách tuần tra, kiểm soát và quản lý những con chó Dingo. Kể từ tháng 1 năm 2008, số lượng chó Dingo trên đảo được ước tính là từ 120 đến 150 cá thể, và vì vậy việc nhìn thấy chúng đã trở lên ít hơn. 

### Bò sát và lưỡng cư
Đã có tổng cộng 74 loài bò sát khác nhau được ghi nhận trên đảo K'gari, trong đó có 18 loài rắn với một phần ba số loài được xác định là các loài nguy hiểm, bao gồm cả loài rắn nâu phương Đông cực độc. Ếch, nhông, tắc kè, thằn lằn bóng đều là những loài có mặt trên đảo. Một số loài ếch đã tiến hóa để thích nghi với nước có tính axit trong các hồ và đầm lầy trên đảo, và được gọi một cách tương ứng là ếch axit. Loài thằn lằn bóng cát Satinay được phát hiện gần đây. Rùa cổ ngắn Úc được tìm thấy trong các hồ và lạch của đảo.
Loài cá sấu nước mặn thường được tìm thấy ở Viễn Bắc Queensland, cách đảo Fraser vài trăm kilômét về phía đông bắc nhưng đôi khi trong khoảng thời gian ấm hơn từ tháng 12 đến 3, khi nhiệt độ nước đạt đến nhiệt độ ổn định thì chúng có thể xuất hiện ở các khu vực trong và xung quanh đảo K'gari. Người ta cho rằng, loài bò sát này là khách du lịch theo mùa, vì chúng luôn biến mất trong những tháng lạnh, có lẽ là quay trở lại vùng nhiệt đới phía bắc Queensland.

### Các loài chim
Đảo K'gari là một phần của vùng chim quan trọng Bờ biển Cooloola và Fraser. Có hơn 350 loài chim khác nhau trên đảo. Các loài chim săn mồi gồm đại bàng biển, ó cá, cắt lớn và diều. Một số loài phổ biến và đáng chú ý khác như bồ nông, nhàn biển, chim ăn mật, mòng biển, bồng chanh, bói cá Kookaburra, cú, bồ câu, chim Acanthiza, vịt, sếu brolga, vẹt mào. Hòn đảo cũng là nơi dừng chân của 20 loài sếu di cư từ xa tới Siberia. Hòn đảo cung cấp môi trường sống và sinh sản cho 22 loài hải âu và nhạn biển, bốn loài ưng và sáu loài bói cá. Fraser là nơi có loài vẹt đất phương Đông được cho là đã tuyệt chủng ở một số khu vực khác ở Úc.

### Khác
Động vật có vú biển là sự đa dạng của các loài cá voi chẳng hạn như cá voi lưng gù, cá heo, bò biển và một số loài rùa biển. Cá mập báo, cá mập bò mắt trắng có thể được tìm thấy. Cua bùn được tìm thấy ở phía tây của hòn đảo gần cửa sông ngập mặn. Trong các hồ nước là nơi sinh sản của 24 loài cá nước ngọt. Ngoài ra là 300 loài kiến, cùng sự có mặt của cá chình vây dài và giun đất khổng lồ Gippsland.

## Thực vật
Đảo K'gari đa dạng với hệ thực vật gồm 865 loài. Đây là nơi duy nhất trên trái đất có rừng nhiệt đới cao mọc trên cát và là nơi có mật độ lớn nhất những cây thạch thảo còn sót lại ở Queensland. Thung lũng Pile là nơi phát triển của những cây Thông dầu đảo Fraser 1.000 năm tuổi. Thông caori Queensland chiếm ưu thế ở một số khu vực. Những cây bạch đàn Scribbly, bạch đàn đỏ, cau dừa vua, côm lá hẹp, hoàn dương Queenland, dứa dại đều phát triển trên đảo. Dọc theo bờ biển, thảm thực vật bị chi phối bởi những cây chịu mặn như muống biển.